# Giovanni Agostino De Cosmi
Giovanni Agostino De Cosmi (Casteltermini, 5 luglio 1726 – Palermo, 24 gennaio 1810) è stato un pedagogista e filosofo italiano.
Fu un'imponente figura della cultura siciliana nel XVIII secolo. Formatosi nel Seminario dei Chierici di Agrigento, ricoprì la carica di rettore dell'Università degli Studi di Catania; nel 1788 ricevette da Ferdinando di Borbone l'incarico di redigere il piano regolatore delle Scuole Normali dell'Isola. Diede un rilevante contributo all'innovazione del pensiero pedagogico illuministico europeo. Secondo lo storico Francesco Renda il De Cosmi fu un «grande pedagogista, il primo e il più geniale del regno meridionale e uno dei primi e più geniali del Settecento italiano».
Nel corso della sua carriera collaborò con altri letterati dell'epoca (tra cui Giuseppe Sciacca, Sebastiano Zappalà, Raimondo Platania e Gioacchino Zuccarello) ed ebbe come allievo il poeta Domenico Tempio.